# Horsham FC
Horsham FC (celým názvem: Horsham Football Club) je anglický fotbalový klub, který sídlí ve městě Horsham v nemetropolitním hrabství West Sussex. Založen byl v roce 1871. Od sezóny 2018/19 hraje v Isthmian League South East Division (8. nejvyšší soutěž). Klubové barvy jsou zelená a žlutá.
Své domácí zápasy odehrává na stadionu Culver Road (patřící Lancing FC) s kapacitou 2 000 diváků.

## Získané trofeje
- Sussex Senior Cup ( 7× )
  - 1933/34, 1938/39, 1949/50, 1953/54, 1971/72, 1973/74, 1975/76

## Úspěchy v domácích pohárech
Zdroj: 
- FA Cup
  - 2. kolo: 2007/08
- FA Amateur Cup
  - 2. kolo: 1973/74
- FA Trophy
  - 2. kolo: 2002/03
- FA Vase
  - 4. kolo: 1986/87

## Umístění v jednotlivých sezonách
Stručný přehled
Zdroj: 
- 1926–1939: Sussex County League
- 1945–1946: Sussex County League (Western Division)
- 1946–1951: Sussex County League
- 1951–1957: Metropolitan & District League
- 1957–1963: Corinthian League
- 1963–1966: Athenian League (Division One)
- 1966–1970: Athenian League (Division Two)
- 1970–1973: Athenian League (Division One)
- 1973–1977: Isthmian League (Second Division)
- 1977–1980: Isthmian League (First Division)
- 1980–1984: Isthmian League (Second Division)
- 1984–1991: Isthmian League (Second Division South)
- 1991–1996: Isthmian League (Third Division)
- 1996–2002: Isthmian League (Second Division)
- 2002–2004: Isthmian League (Division One South)
- 2004–2006: Isthmian League (Division One)
- 2006–2012: Isthmian League (Premier Division)
- 2012–2015: Isthmian League (Division One South)
- 2015–2016: Southern Combination (Premier Division)
- 2016–2018: Isthmian League (Division One South)
- 2018– : Isthmian League (South East Division)

Jednotlivé ročníky
Zdroj: 
Legenda: Z – zápasy, V – výhry, R – remízy, P – porážky, VG – vstřelené góly, OG – obdržené góly, +/- – rozdíl skóre, B – body, červené podbarvení – sestup, zelené podbarvení – postup, fialové podbarvení – reorganizace, změna skupiny či soutěže
| Sezóny  | Liga                                    | Úroveň | Z  | V  | R  | P  | VG  | OG  | +/-  | B  | Pozice |
| ------- | --------------------------------------- | ------ | -- | -- | -- | -- | --- | --- | ---- | -- | ------ |
| 2009/10 | Isthmian League (Premier Division)      | 7      | 42 | 16 | 8  | 18 | 65  | 67  | -2   | 56 | 11.    |
| 2010/11 | Isthmian League (Premier Division)      | 7      | 42 | 11 | 11 | 20 | 43  | 77  | -34  | 44 | 17.    |
| 2011/12 | Isthmian League (Premier Division)      | 7      | 42 | 3  | 6  | 33 | 38  | 105 | -67  | 14 | 22.    |
| 2012/13 | Isthmian League (Division One South)    | 8      | 42 | 12 | 9  | 21 | 54  | 77  | -23  | 45 | 15.    |
| 2013/14 | Isthmian League (Division One South)    | 8      | 46 | 15 | 11 | 20 | 66  | 78  | -12  | 56 | 16.    |
| 2014/15 | Isthmian League (Division One South)    | 8      | 46 | 10 | 6  | 30 | 50  | 107 | -57  | 36 | 24.    |
| 2015/16 | Southern Combination (Premier Division) | 9      | 38 | 31 | 4  | 3  | 131 | 22  | +109 | 97 | 1.     |
| 2016/17 | Isthmian League (Division One South)    | 8      | 46 | 17 | 10 | 19 | 79  | 80  | -1   | 61 | 16.    |
| 2017/18 | Isthmian League (Division One South)    | 8      | 46 | 16 | 8  | 22 | 71  | 90  | -19  | 56 | 15.    |
| 2018/19 | Isthmian League (South East Division)   | 8      | 38 |    |    |    |     |     |      |    |        |